# Jan Data
Jan Data (ur. 5 sierpnia 1851 w Czermnej, zm. 25 lutego 1925 tamże) – działacz ruchu ludowego, radny c.k. rady powiatu jasielskiego w latach 1894–1900, poseł do galicyjskiego Sejmu Krajowego VII Kadencji z okręgu Jasło.

## Życiorys
Urodził się w Czermnej w powiecie jasielskim w rodzinie chłopskiej, jako siódme z dziesięciorga dzieci Franciszka i Marianny z domu Dąbrowskiej. Od 1894 do 1900 był członkiem C.K. Rady Powiatowej w Jaśle, dodatkowo od 1895 do 1901 posłem z okręgu Jasło do Sejmu Krajowego Galicji, jako przedstawiciel ludowców (IV kuria). W tym czasie piastował także funkcję naczelnika gminy. Po zakończeniu działalności politycznej prowadził gospodarstwo rolne w rodzinnej miejscowości.

## Życie prywatne
Brat ks. Józefa Daty – proboszcza w Strachocinie, dziekana sanockiego.
Ze związku małżeńskiego z Zofią Warzechą (1861-1931) doczekał się dziesięciorga dzieci (pięć córek i pięciu synów), w tym m.in. Stanisława Prokopa Datę, który wstąpił do Zakonu Bernardynów i został wyświęcony w 1911. 